# ساکادات

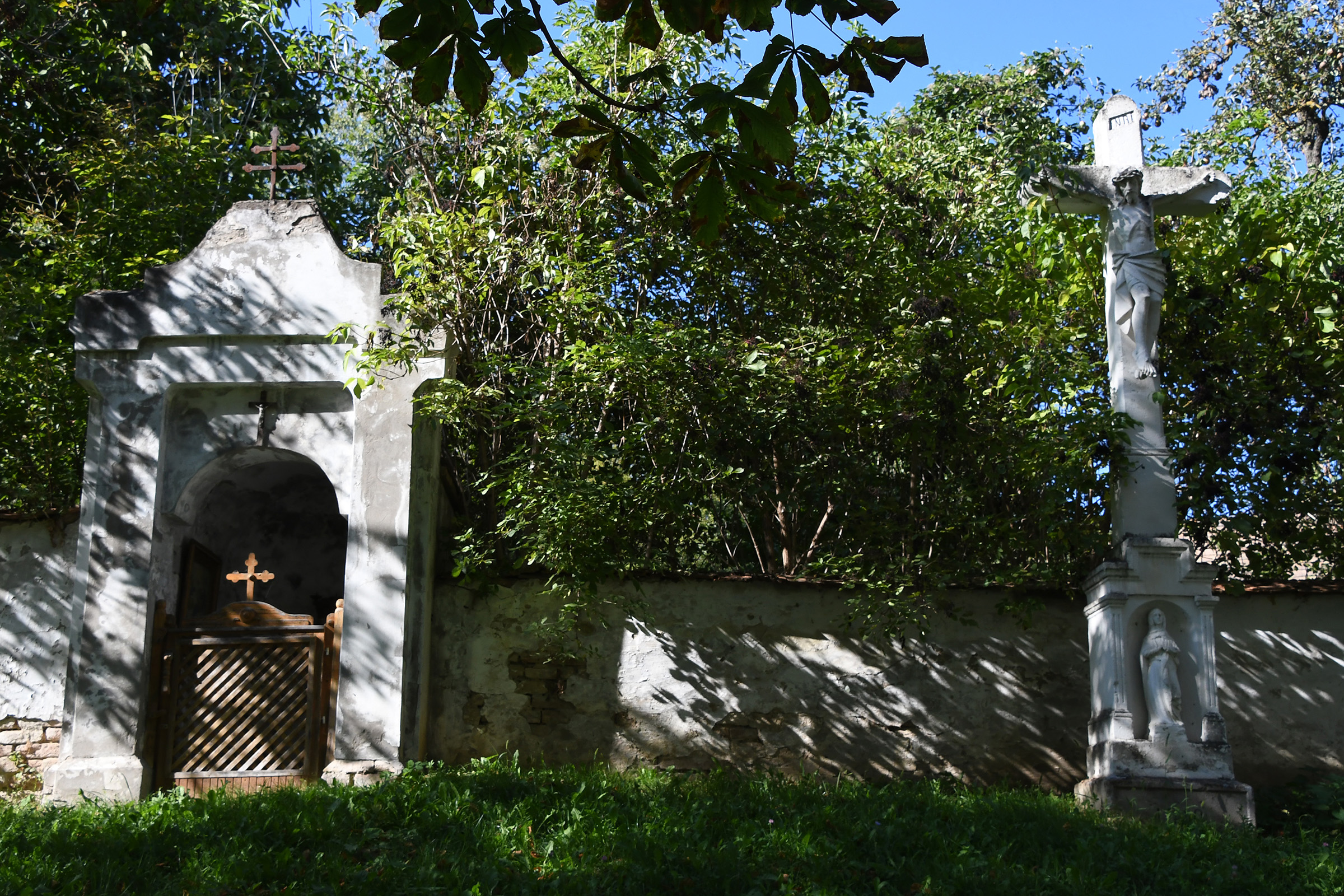
ساکادات

ساکادات (به مجاری:  Szakadát) یک شهر در کشور مجارستان است که در ناحیه تاماشی واقع شده‌است. ساکادات ۱۰٫۷۰ کیلومتر مربع مساحت و ۲۲۷ نفر جمعیت دارد.